# Panna Maria rozvazující uzly

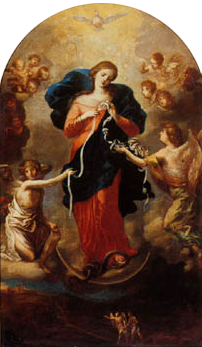
Panna Maria rozvazující uzly

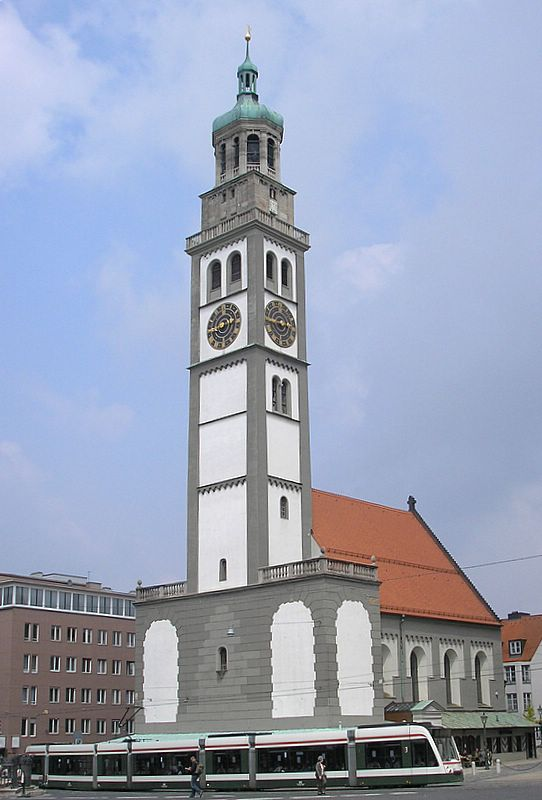
Kostel svatého Petra v Augsburgu

Panna Maria rozvazující uzly je obraz v kostele svatého Petra v Augsburgu. Papež František v devadesátých letech 20. století jako tehdejší arcibiskup v Buenos Aires přinesl kopii obrazu do argentinské metropole. Z kostela San José del Talar se velmi rozšířila úcta k tomuto mariánskému vyobrazení.
STŘÍPEK HISTORIE
K obrazu se váže příběh, který se udál v  polovině 17. století.
Manželství Wolfganga a  Sofie Langenmantelových se jevilo jako úplný omyl a chybělo už docela málo, aby se definitivně rozpadlo. Pak se ale do  celé záležitosti vložil Jakub Rem, jezuita z  Ingolstadtu. Začal nešťastný pár svěřovat do ochrany Matky Boží, přičemž opakoval tuto nevšední modlitbu:
„Odevzdávám ti toto manželské pouto a  prosím tě, abys narovnala, co se v jejich vztahu zamotalo, a rozvázala všechny zasukované uzly!“
Bylo skutečně zvláštní, jak rychle modlitba zapůsobila. Mezi manželi zavládla opět harmonie a  to v  takové míře, že se šťastně dožili stáří a  dočkali se i  dětí a  vnoučat. Jedním z  nejmladších vnuků byl Hieronymus Ambrosius Langenmantel, který ve svém srdci zaslechl hlas k povolání, uposlechl ho a stal se augustiniánským řeholníkem v  klášteře v Augšpurku při kostele sv. Petra.
Z vděčnosti za záchranu manželství svých prarodičů (a  tím vlastně i za dar svého života) nechal namalovat obraz, známý dnes jako Panna Maria rozvazující uzly.